# ビコール支隊
ビコール支隊（ビコールしたい）は、大日本帝国陸軍の集成支隊の一つ。1945年（昭和20年）3月19日に第41軍（振武集団）命令によって、フィリピンのルソン島のビコル半島（当時は「ビコール」と呼称）およびサマール島、カプル島に配置されていた陸軍部隊をもって編成された。

## 支隊の編成（昭和20年3月19日）以前までの概要
1944年（昭和19年）12月、ビコル半島に位置した第105師団が北部に転進を開始すると、ビコル半島には歩兵第81旅団（第105師団隷下）長の野口進少将の指揮の野口支隊が残置された。同月、第14方面軍より野口支隊のサンベルナルジノ海峡守備任務が解除された。これは野口支隊への転進準備を意味した命令であった。1945年（昭和20年）1月1日に振武集団（第41軍）が指揮権を発動すると、野口支隊はその指揮下に入り、野口支隊の主力はアンチポロ方面への転進を命ぜられた。
しかしサマール島の歩兵第9連隊第2大隊と独立混成第26連隊第1大隊は、同島に上陸したアメリカ軍と交戦しながら北進しなければならなかった。さらには船舶の不足も重なりサンベルナルジノ海峡を越えての転進は難航した。匪賊（ゲリラ）による攻撃も各地で増加したため、在サマール島部隊の転進路を確保するためにビコル半島の要所に位置する警備部隊や鉄道部隊は残留しなければならなかった。さらに3月になるとアメリカ軍の進出により振武集団とビコル半島との間が遮断され、ビコル半島が孤立する可能性が濃厚となった。
1945年3月19日、これらの状況から、振武集団は、ビコル半島、サマール島、カプル島の陸軍部隊の北進を中止させ自給自戦の体制に移行させるためにビコール支隊を編成した。このときすでに、在カプル島の部隊は2月19日にアメリカ軍の上陸を受けて2月下旬までに玉砕していた。

## 陸海軍指揮官の並立
ビコール方面の作戦において、陸軍指揮官（ビコール支隊長）は小野田善三郎中佐（陸士32期：第35航空地区司令官）とされ、海軍指揮官は佐藤圓四郎中佐（第35警備隊司令）とされた。両者は並立して指揮をとった。小野田中佐はナガに位置し、佐藤中佐はレガスピ（当時はレガスピーと呼称した）に位置した。

## アメリカ軍のレガスピ上陸
1945年3月23日から、アメリカ軍はレガスピ地区に稠密な爆撃を開始した。これはアメリカ軍の上陸が間近に迫ったことを意味していた。そして4月1日、艦砲射撃の下にアメリカ軍の第158歩兵連隊戦闘団が上陸した。4月6日にはレガスピ東南東方のバコンにも第158歩兵連隊の一部が上陸した。

### レガスピ守備隊の戦闘
レガスピを守備する陸海軍はレガスピ西方のダラガ、続いて西方10キロにあるマヨン山山麓のカマリグで防戦した。4月12日にアメリカ軍はカマリグに攻撃を開始した。4月27日夜、カマリグを守備する陸海軍部隊は全兵力で最後の斬り込みを実施した。ビコル半島の海軍指揮官の佐藤圓四郎中佐はこの斬り込みの後に自決した。海上挺進基地第5大隊長の石原岩根大尉以下の生存者は、カマリグ西方20キロのバラヨン陣地に向かった。石原大尉は転進中の4月29日に戦死した。

### 五木田大隊の戦闘
- 『戦史叢書』によると、独立混成第26連隊第1大隊（小銃中隊すべて欠）は、マトノグからレガスピに向けて北進中のところを4月6日にバコンに上陸したアメリカ軍と遭遇戦となり、大隊長の五木田清只少佐は戦死し大隊は支離滅裂となったとされているが、井上忠氏は『続・独混第二十六連隊比島の苦斗』においてそれを否定している。
- 『続・独混第二十六連隊比島の苦斗』によると、五木田大隊の大隊本部は機関銃中隊と作業隊とともに2月末にはレガスピ西方のダラガに入っていたらしい。米軍上陸時にはレガスピにおいて海軍部隊とともに防衛に参加した。カマリグへも他の部隊とともに転進している。五木田少佐はカマリグの防衛線終盤に佐藤圓四郎中佐の示した玉砕方針に反対し、抵抗の継続を主張した。そのため五木田少佐は、佐藤海軍中佐の指揮による最後の斬り込みにも参加しなかった。五木田少佐は4月27日以降もカマリグにあり継戦していたが4月29日に戦死した。それまでの消耗とこの大隊長の戦死によって、以後の五木田大隊は組織的なまとまりを失った。

## ナガ地区の戦闘と終戦
ビコル半島の北の付け根を抑えたアメリカ軍（第5騎兵連隊）が南下、4月29日よりナガのビコール支隊本隊を攻撃した。ビコール支隊は善戦したが、5月2日、レガスピ方面から北上したアメリカ軍の第158歩兵連隊に挟撃される形となると、小野田支隊長はナガでの抵抗を断念。同日夜にビリ飛行場を爆破してナガ東北東のイサロク山に後退した。イサロク山への攻撃は、フィリピン人ゲリラ部隊が担当したため、本格的な戦闘に発展しないままビコール支隊は終戦を迎えた。だが、ビコール支隊は無線機の故障により、終戦の事実を知らなかった。支隊本部では1945年11月初旬、約3ヶ月ぶりに無線機の修理がなり、終戦を知った。小野田支隊長以下、陸海軍将兵約700人は、11月20日にイサロク山を下山し、アメリカ軍の管理下に入った。

## ビコール支隊の編成表(海軍部隊も含む)
ビコール支隊長:小野田善三郎 中佐→大佐（陸士32期）
- ビリ付近(ナガ)航空地区隊：小野田善三郎 中佐→大佐
  - 第35航空地区司令部：小野田善三郎 中佐→大佐
  - 第147飛行場大隊：仲村善一 少佐（特志）
  - 山田集成歩兵大隊 ※鉄道、航空、通信などの雑多な集成部隊。
  - 海上挺進基地第5大隊一部（2コ中隊）
  - 特設自動車第22中隊：溝口守夫 中尉 ※山田集成大隊の指揮下で輸送任務に従事。
  - 第63兵站病院半部
  - 憲兵隊ナガ分隊：松江初一 中尉
- レガスピー地区隊
  - 海上挺進基地第5大隊：石原岩根 大尉（特志） ※大隊本部と1コ中隊基幹。
  - 独立混成第26連隊第1大隊：五木田清只 少佐（少候17期）※大隊本部と機関銃中隊、作業隊基幹。
  - 海軍第35警備隊：佐藤圓四郎 海軍中佐
  - 憲兵隊レガスピー分隊：俣木国義 中尉
- サマール地区隊：金野八郎 少佐（准候52期）
  - 独立混成第26連隊第1中隊：小山内豊二 中尉
  - 歩兵第9連隊第2大隊：金野八郎 少佐　※第2、第5、第7中隊基幹の第16師団（垣）のサマール警備隊。
- カプール地区隊：程川喜代治 大尉
  - 独立混成第26連隊第2中隊：程川喜代治 大尉
  - 第105師団野砲中隊：篠原某 中尉